# 巴克烏縣
巴克烏縣（羅馬尼亞語：Judeţul Bacău）是羅馬尼亞東北部的一個縣。面積6,621平方公里，2011年時人口為616,168人，人口密度為每平方公里93人。首府巴克烏。
下設3市、5镇、80鄉。